# Veinticinco de Mayo (Schiff, 1891)
Der Geschützte Kreuzer Veinticinco de Mayo der Armada Argentina war der erste Kreuzer, den diese bei Armstrong, Mitchell & Co erwarb. Mit drei neuen Kreuzern bis 1896 war Argentinien einer der stärksten Nutzer des sogenannten Elswick-Kreuzers, bevor es sich vorrangig der Beschaffung von Panzerkreuzern der Garibaldi-Klasse aus italienischer Produktion zuwandte. Die Veinticinco de Mayo war bei Lieferung 1891 eines der größten und das bis dahin schnellste von der britischen Werft gelieferte Schiff. Sie galt als eine Verbesserung der 1889 an Italien gelieferten Piemonte. 1916 wurde die Veinticinco de Mayo gestrichen und in den folgenden Jahren abgebrochen.

## Baugeschichte
Die Veinticinco de Mayo wurde von Argentinien im Vereinigten Königreich vom Botschafter Luis Domínguez im September 1889 bei Armstrong, Mitchell & Co. zum Preis von 260.000 Pfund gekauft, als sich unter dem Präsidenten Miguel Juárez Celman die Spannungen mit Chile wegen der Auslegung des Grenzvertrages von 1881 verstärkten. Sie war als Spekulationsbau von der Bauwerft unter der Baunummer 541 im Juni 1888 begonnen worden. Sie wurde Chile im Juli 1889 zum Erwerb angeboten aber schließlich vom möglichen Gegner Argentinien angekauft. Scheinbar ein Glattdeckkreuzer, hatte sie tatsächlich ein Vorschiff, das bis zum vorderen Mast reichte, und eine erhöhte Poop. Der äußere Eindruck entstand durch die Schutzwände zwischen den seitlichen Geschützen. Sie hatte zwei Schornsteine und zwei Masten, die Gefechtsmarse erhielten und eine Hilfsbeseglung möglich machten. Mit 107,9 m Länge war sie das längste bis dahin von der Bauwerft in Elswick gefertigte Schiff. Der Stahlrumpf hatte einen ausgebildeten Rammbug. Ihre beiden Dampfmaschinen lieferten mit 8500 PS bei natürlichem Zug auch die bislang höchste Leistung eines Elswick-Kreuzers und gaben ihr eine Höchstgeschwindigkeit von 22,3 Knoten.

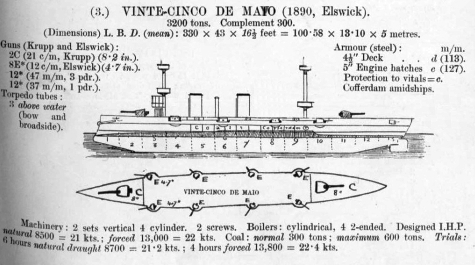
Beschreibung der Veinticinco de Mayo in Jane’s 1910

Die Veinticinco de Mayo erhielt zwei 21,0-cm-L/40-Krupp-Kanonen als Hauptbewaffnung, die einzeln als Bug bzw. Heckgeschütz hinter Schutzschilden aufgestellt waren. Dazu kamen auf jeder Seite je vier 12,0-cm-Armstrong-Kanonen in etwas ausladenden Stellungen ebenfalls hinter Schutzschilden. Je zwölf 4,7-cm- und 3,7-cm-Schnellfeuerkanonen vom Typ Hotchkiss, die Armstrong in Lizenz fertigte, waren auf dem Oberdeck verteilt, und acht Maxim-Maschinengewehre wurden in den Gefechtsmarsen der beiden Maste installiert. Drei Torpedorohre ergänzten die Bewaffnung, die Überwasser im Bug und seitlich eingebaut wurden. Später sollen drei weitere Torpedorohre eingebaut worden sein. Anfangs führte das Schiff zwei Dampfboote mit sich, die auch als Torpedoboote mit einem Rohr im Bug einsetzbar waren.
Die Veinticinco de Mayo hatte ein gewölbtes Panzerdeck von bis zu 127 mm Stärke, dessen Wölbung zwischen den beiden Masten am stärksten war.
Sie lief am 5. Mai 1890 unter dem Namen Necochea vom Stapel und wurde vor der Fertigstellung in Veinticinco de Mayo nach dem argentinischen Nationalfeiertag zum Andenken an die Mai-Revolution von 1810 umbenannt. Sie führte als zehntes Schiff der argentinischen Marine diesen Namen. Am 24. November 1890 absolvierte der Kreuzer seine Geschwindigkeitstests vor der Tynemündung. Am 17. Mai 1891 wurde er dann von Argentinien übernommen. Kapitän wurde Ceferino Ramirez, der bis dahin der argentinische Bauaufsichtsoffizier gewesen war.

## Einsatzgeschichte

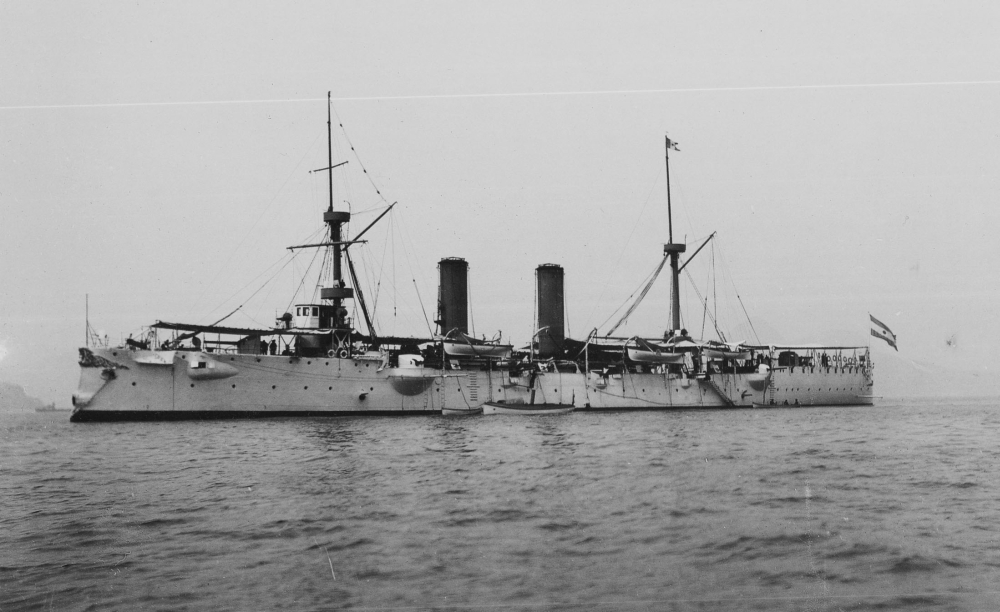
Der zweite argentinische Elswick-Kreuzer Nueve de Julio

Die Veinticinco de Mayo verließ am 29. Juli 1891 England unter Ceferino Ramirez mit einer Besatzung von nur 83 Mann (statt 344), von der sie über Portland, Las Palmas, São Vicente (Kap Verde) und Rio de Janeiro nach Buenos Aires überführt wurde, wo sie am 27. August 1891 eintraf.
Am 3. September übernahm Fregattenkapitän Martín Rivadavia das Kommando. Bis Dezember verblieb der Kreuzer vor Buenos Aires und lief dann voll ausgerüstet zur Küste Patagoniens, um dort illegale Handelsaktivitäten zu unterbinden. Er brachte drei Guano-Schiffe und einen uruguayischen Robbenjäger auf und brachte sie als Prisen nach Buenos Aires.

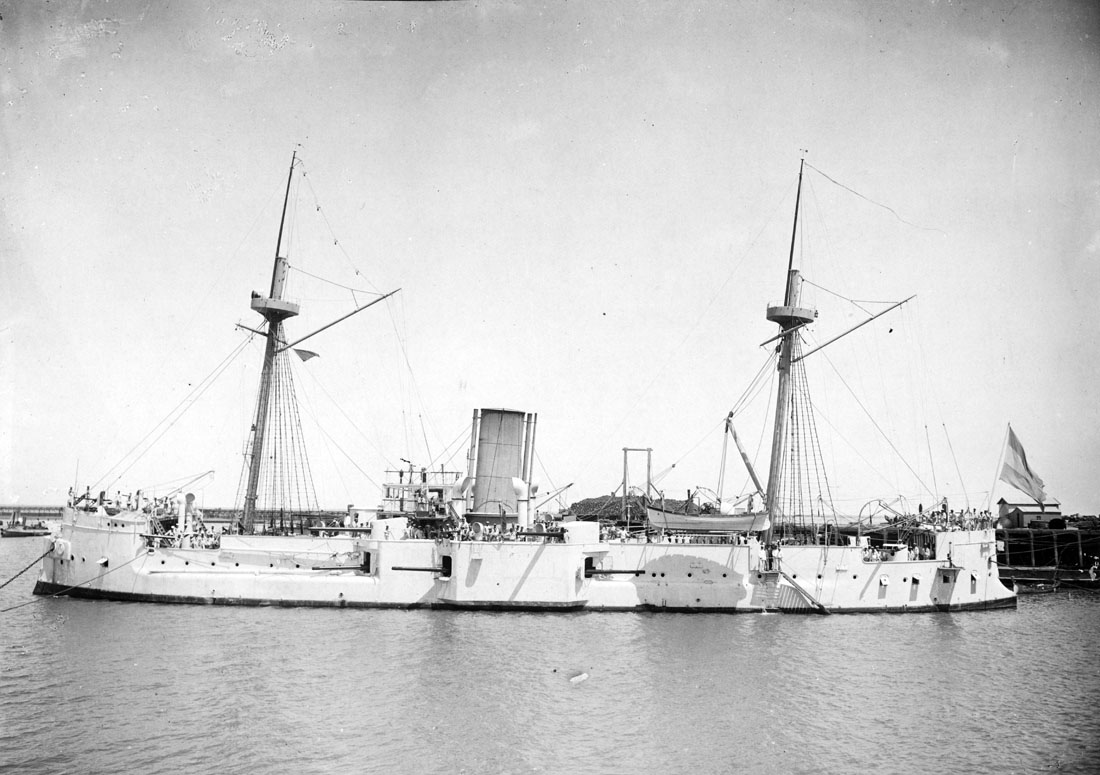
Das Panzerschiff Almirante Brown

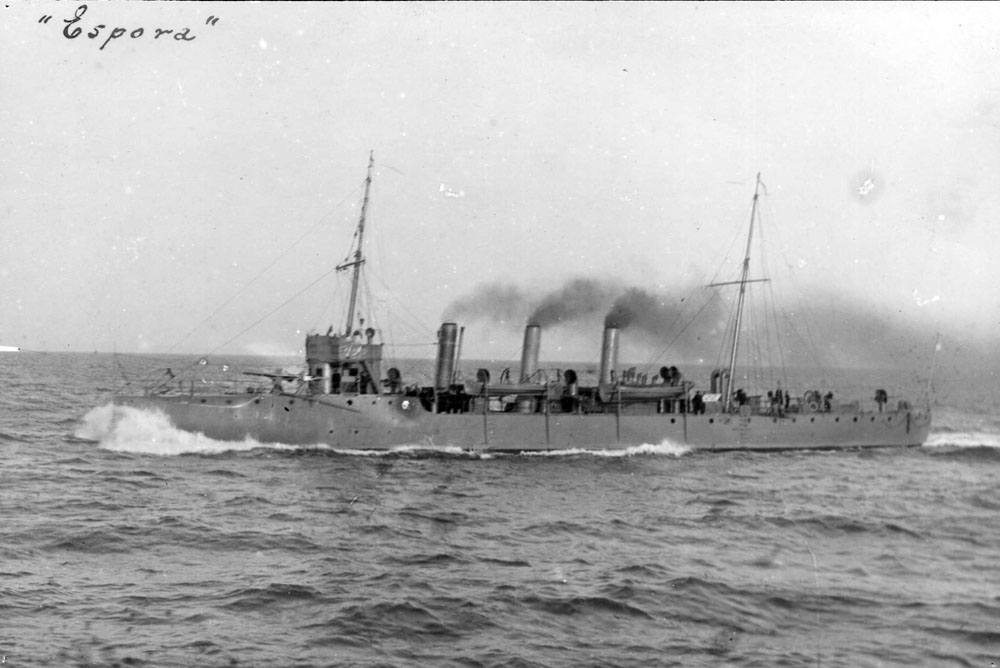
Die Espora, Schwesterschiff der verunglückten Rosales

1892 kehrte der Kreuzer an den Río de la Plata zurück, nahm an Manövern der Flotte teil, besuchte Montevideo und gehörte ab dem 6. Juli zu dem Geschwader unter Daniel de Solier, das an den Feiern zum 400. Jahrestag der Entdeckung Amerikas in Spanien teilnehmen sollte und neben der Veinticinco de Mayo aus dem Panzerschiff Almirante Brown und dem Torpedobootszerstörer Rosales bestand. In einem schweren Sturm wurde der Verband getrennt und die Rosales schwer beschädigt, so dass deren Kommandant entschied, den Zerstörer am 10. Juli 200 Seemeilen vor Cabo Polonio aufzugeben. Von den Rettungsbooten erreichte nur eines die Küste Uruguays. 50 Seeleute starben bei dem Schiffbruch. Die Umstände des Untergangs wurden öffentlich stark diskutiert. Wegen des weiter herrschenden schlechten Wetters liefen die wiedervereinten Veinticinco de Mayo und Almirante Brown unplanmäßig den brasilianischen Hafen Bahia an, ehe sie über Sao Vicente (Kap Verden) am 2. August Cádiz erreichten, von wo sie am 3. nach Huelva gingen, um dem Auslaufen eines Nachbaues der Karavelle Santa María mit einer internationalen Flotte beizuwohnen.
Von dort lief das argentinische Geschwader weiter nach Genua, da ein geplanter Besuch des französischen Kriegshafens Toulon wegen eines Ausbruchs der Cholera in Marseille abgesagt wurde. Die argentinischen Schiffe trafen am 7. September in Genua ein und die Veinticinco de Mayo ging weiter nach La Spezia, wo eine Überholung stattfand. Am 15. November übernahm der bisherige 1. Offizier Irigaray das Kommando über den Kreuzer, da der Kommandant nach Newcastle upon Tyne reiste, um den neuen Elswick-Kreuzer Nueve de Julio zu übernehmen und über New York (Teilnahme an Kolumbus-Feier) nach Argentinien zu überführen. Die Veinticinco de Mayo begann am 7. Dezember die wieder über Sao Vicente führende Rückreise. Nach Zusammentreffen mit der argentinischen Punta Piedras wurde noch am 30. Dezember Rio de Janeiro besucht, ehe der Kreuzer am 4. Januar 1893 wieder in Buenos Aires eintraf.
Am 7. Mai 1893 übernahm der Fregattenkapitän Atilio S. Barilari das Kommando über den Kreuzer, der gleichzeitig Befehlshaber der Marineausbildung war. An der Revolution des Jahres war der Kreuzer nicht beteiligt, da er sich zur Reparatur im Dock in Montevideo befand. 1894 gehörte er dann zur 2. Division der Flotte. Ein Versuch Chinas, das Schiff zu erwerben, wurde abgelehnt. Das finanziell sehr attraktive chinesische Angebot zu Beginn der Verschärfung des Konfliktes mit Japan, das über die tatsächlichen Baukosten hinausging, umfasste schließlich beide Elswick-Kreuzer und das Panzerschiff Almirante Brown. 1895 machte der Kreuzer mit den Kadetten des 4. Ausbildungsjahrs eine Reise nach Kapstadt, wobei auf der Rückreise auch St. Helena und Pernambuco angelaufen wurden. Insgesamt legte die auf dieser Reise 12.000 sm zurück. Im Dezember erfolgte dann ein erneuter Kommandantenwechsel, als sich das Schiff im Arsenal in Reserve befand.
1896 war der Kreuzer Teil der 1. Division des operativen Geschwaders, dem auch der neue Kreuzer Nueve de Julio, das Küstenpanzerschiff Libertad, das Torpedokanonenboot Patria und das Panzerschiff Almirante Brown angehörten. Die Division lief nach Mar del Plata, Puerto Belgrano und bis zum Golfo Nuevo bei Puerto Madryn am 13. Januar und kehrte am 11. Februar nach Buenos Aires zurück. Unterwegs wurde mit allen Geschützen scharf geschossen, Torpedoschüsse trainiert und auch Landungen geübt.

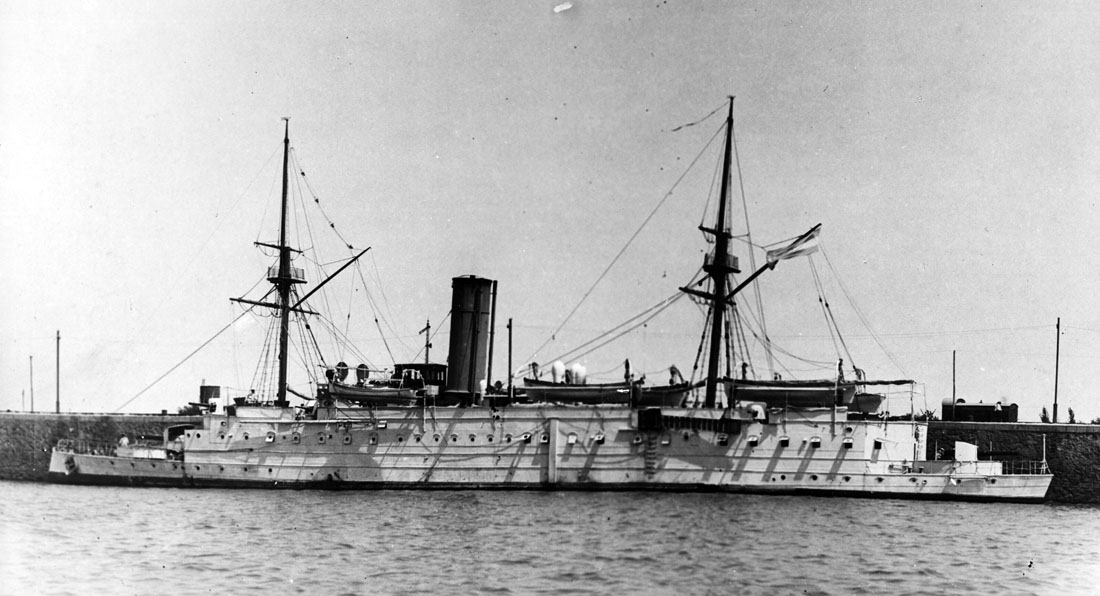
Die in Triest gebaute Patagonia

Die Veinticinco de Mayo machte vom 24. August bis zum 23. Oktober zusammen mit der Nueve de Julio, dem Kreuzer Patagonia und der Almirante Brown noch eine Reise nach Río de Janeiro. 1897 und 1898 gehörte sie zum Schulgeschwader und war meist am Rio de La Plata. Im Oktober 1898 verlegte sie mit anderen Kreuzern in den Süden nach Punta Piedras. Zwischen Februar und März 1899 verlegte die Veinticinco de Mayo im Verband nach Ushuaia, um nach der Rückkehr teilweise abgerüstet zu werden. 1900 wurde sie wieder aufgerüstet und diente in der Kreuzerdivision. 1901 lief sie unter Fregattenkapitän Juan Pablo Sáenz Valiente, dem späteren Marineminister (1910 bis 1916), zu einer hydrographischen Erkundung nach Río Gallegos und zur Bucht Seno de Última Esperanza, was den Konflikt mit Chile verstärkte, das das Gebiet für sich beanspruchte. Die Chilenen entsandten den Kreuzer Esmeralda zur Beobachtung der argentinischen Tätigkeit.

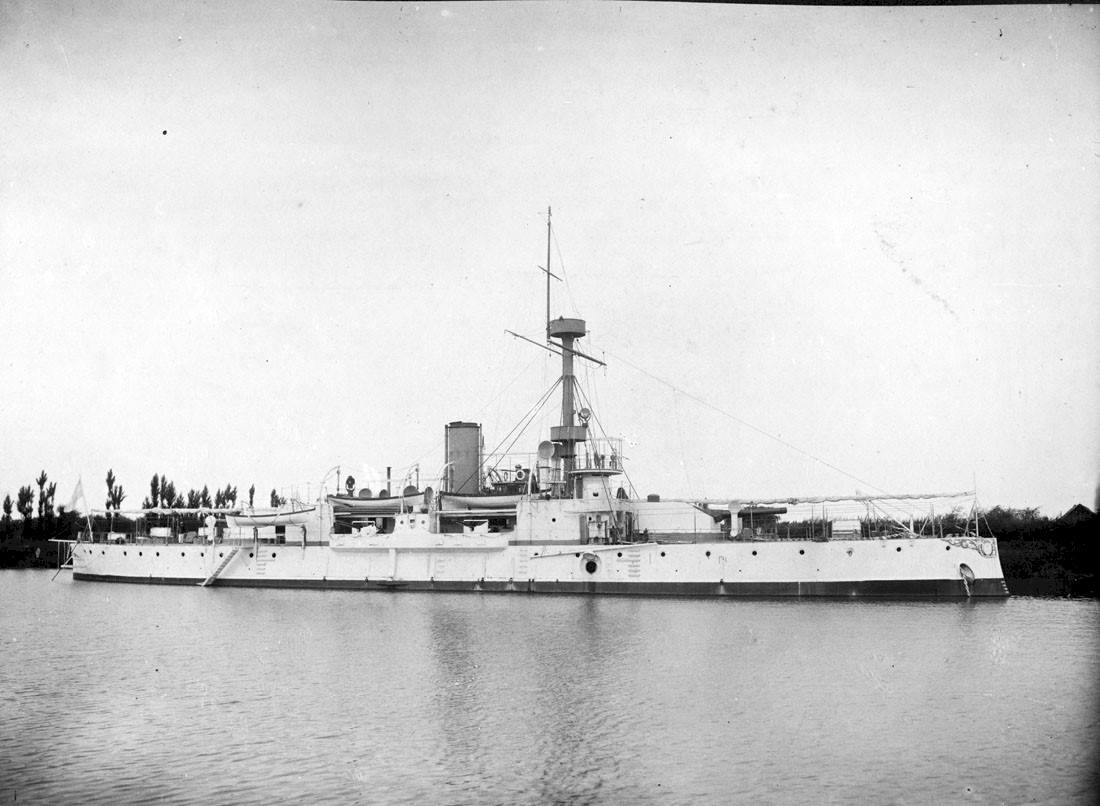
Das Küstenpanzerschiff Libertad

Nach der Rückkehr von dieser Mission wurde der Kreuzer wieder im Bereich der Ausbildung tätig und befand sich zum Teil auch in der Reserve. Erst 1906 wurde der Kreuzer wieder voll ausgerüstet als Teil einer neuen Ausbildungsabteilung mit dem Torpedokreuzer Patria und den Küstenpanzerschiffen Libertad und Independencia, die im August eine Reise nach Valparaíso in Chile antrat. Am 20. Oktober kehrte der Verband zurück und wurde im Dezember 1906 wieder aufgelöst. Die Veinticinco de Mayo wurde überholt und diente weiter als Ausbildungsschiff für Matrosen und ab 1908 für Kanoniere. Dabei ereignete sich 1908 ein Unfall mit zwei Toten. Im Mai und Juni 1909 war sie an Manövern im Südatlantik beteiligt und gewann einen dabei durchgeführten Schießwettbewerb.
1910 feierte Argentinien den 100. Jahrestag seiner Unabhängigkeit. Die Marine stellte wieder eine zweite Division auf, der auch die Veinticinco de Mayo angehörte und die Anfang des Jahres eine Reise nach Bahía San Blas, Isla Toba, Bahía del Oso Marino, Año Nuevo, Isla de los Estados, Ushuaia, Kap Hoorn und Puerto Madryn durchgeführte. Die Division nahm dann an den Feierlichkeiten in Buenos Aires teil, die von etlichen ausländischen Kriegsschiffen besucht wurden. Danach blieb der Kreuzer in der Hauptstadt und diente als eine Art Wachschiff. Ab 1912 wurde er auch wieder als Schulschiff genutzt und machte zusammen mit der Almirante Brown im Herbst 1913 noch eine Kreuzfahrt entlang der argentinischen Atlantikküste. Ab Ende des Jahres diente er dann der Grundausbildung von Neuzugängen für das im Zulauf befindlichen Schlachtschiff Moreno.
1915 machte der Kreuzer noch kurze Reisen am Río de La Plata, lag aber meist auf der Reede von Buenos Aires, um die argentinische Neutralität im Ersten Weltkrieg sicherzustellen.

## Endschicksal derVeinticinco de Mayo
1915 begann die Abrüstung des Schiffes, das 1916 keine Reisen mehr durchführte und am 21. Dezember 1916 gestrichen wurde, da sich der Schiffskörper in einem schlechten Zustand befand und nur noch ein Dienst als stationäres Ausbildungsschiff möglich erschien. Der verbrauchte Kreuzer wurde aber kaum genutzt, diente ab 1921 nur noch als Kohlenlager und wurde bis 1927 abgebrochen.

## Weitere Namensträger
Den Namen Veinticinco de Mayo erhielten nach dem Elswick-Kreuzer noch zwei weitere Schiffe der argentinischen Marine:
- der Kreuzer Veinticinco de Mayo (C-2), eine verkleinerte Ausführung italienischer Schwerer Kreuzer, der von 1931 bis 1960 im Dienst der Armada Argentina stand und mit seinem Schwesterschiff Almirante Brown (C-1) eine Klasse bildete;
- der Flugzeugträger Veinticinco de Mayo (Kennung: V-2), die ehemals niederländische Karel Doorman beziehungsweise britische Venerable der Colossus-Klasse, der von 1969 bis 1999 im Dienst der Armada Argentina stand.